# Mỹ Sơn, Đô Lương
Mỹ Sơn là một xã thuộc huyện Đô Lương, tỉnh Nghệ An, Việt Nam.
Xã Mỹ Sơn có diện tích 12,72 km², dân số năm 1999 là 5786 người, mật độ dân số đạt 455 người/km².